# Natació als Jocs Olímpics d'estiu de 1924 - 1.500 metres lliures masculins
Els 1.500 metres lliures masculins va ser una de les onze proves de natació que es disputaren als Jocs Olímpics de París de 1924. La competició es disputà el 13 i el 15 de juliol de 1924. Hi van prendre part 22 nedadors procedents de 12 països.

## Medallistes
| Or                 | Plata           | Bronze                  |
| Boy Charlton (AUS) | Arne Borg (SWE) | Frank Beaurepaire (AUS) |

## Rècords
Aquests eren els rècords del món i olímpic que hi havia abans de la celebració dels Jocs Olímpics de 1924.
| Rècord del Món | 21:15.0 | Arne Borg      | Sydney (AUS)   | 30 de gener de 1924  |
| Rècord Olímpic | 22:00.0 | George Hodgson | Estocolm (SWE) | 10 de juliol de 1912 |

En la tercera sèrie Boy Charlton va establir un nou rècord olímpic amb un temps de 21:20.4 minuts, però en la següent sèrie Arne Borg millorà no sols aquest temps, sinó també el rècord de món amb un temps de 21:11.4 minuts. En la ambdós nedadors van rebaixar aquest temps. Boy Charlton vencedor final, rebaixà el temps del rècord del món en més d'un minut, deixant-lo en 20:06.6 minuts.

## Resultats

### Sèries
Els dos nedadors més ràpids de cada sèrie i el millor tercer passaren a semifinals.
Sèrie 1
| Pos. | Nedador              | Temps   | Qual. |
| ---- | -------------------- | ------- | ----- |
| 1    | Harold Annison (GBR) | 22:38.4 | QQ    |
| 2    | Adam Smith (USA)     | 22:48.8 | QQ    |
| 3    | Moss Christie (AUS)  | 22:49.4 |       |
| —    | Gustave Klein (FRA)  | DNF     |       |
| —    | Kazuo Onoda (JPN)    | DNF     |       |

Sèrie 2
| Pos. | Nedador             | Temps   | Qual. |
| ---- | ------------------- | ------- | ----- |
| 1    | Åke Borg (SWE)      | 22:55.2 | QQ    |
| 2    | John Taylor (GBR)   | 23:16.6 | QQ    |
| 3    | Kazuo Noda (JPN)    | 23:44.2 |       |
| 4    | Jean Rebeyrol (FRA) | 24:46.4 |       |

Sèrie 3
| Pos. | Nedador                      | Temps   | Qual. |
| ---- | ---------------------------- | ------- | ----- |
| 1    | Boy Charlton (AUS)           | 21:20.4 | QQ OR |
| 2    | Jack Hatfield (GBR)          | 22:26.8 | QQ    |
| 3    | Dick Howell (USA)            | 22:48.2 | qq    |
| 4    | Dionysios Vasilopoulos (GRE) | 26:17.4 |       |
| —    | Ante Roje (YUG)              | DNF     |       |

Sèrie 4
| Pos. | Nedador                | Temps   | Qual. |
| ---- | ---------------------- | ------- | ----- |
| 1    | Arne Borg (SWE)        | 21:11.4 | QQ WR |
| 2    | Katsuo Takaishi (JPN)  | 22:43.2 | QQ    |
| 3    | Luigi Bacigalupo (ITA) | 25:04.4 |       |

Sèrie 5
| Pos. | Nedador                 | Temps   | Qual. |
| ---- | ----------------------- | ------- | ----- |
| 1    | Frank Beaurepaire (AUS) | 22:17.6 | QQ    |
| 2    | George Vernot (CAN)     | 23:11.4 | QQ    |
| 3    | Salvator Pellegry (FRA) | 24:07.6 |       |
| 4    | Václav Antoš (TCH)      | 24:44.0 |       |
| 5    | Pedro Méndez (ESP)      | 26:23.5 |       |

### Semifinals
Els dos nedadors més ràpids de cada semifinal i el millor tercer passaren a la final.
Semifinal 1
| Pos. | Nedador             | Temps   | Qual. |
| ---- | ------------------- | ------- | ----- |
| 1    | Boy Charlton (AUS)  | 21:28.4 | QF    |
| 2    | Arne Borg (SWE)     | 21:50.8 | QF    |
| 3    | Jack Hatfield (GBR) | 21:53.4 | qf    |
| 4    | Adam Smith (USA)    | 22:39.8 |       |
| 5    | George Vernot (CAN) | 23:02.4 |       |
| 6    | John Taylor (GBR)   | 23:13.8 |       |

Semifinal 2
| Pos. | Nedador                 | Temps   | Qual. |
| ---- | ----------------------- | ------- | ----- |
| 1    | Frank Beaurepaire (AUS) | 21:41.6 | QF    |
| 2    | Katsuo Takaishi (JPN)   | 21:48.6 | QF    |
| 3    | Åke Borg (SWE)          | 21:59.4 |       |
| 4    | Harold Annison (GBR)    | 23:11.8 |       |
| —    | Dick Howell (USA)       | DNS     |       |

### Final
| Pos. | Nedador                 | Temps      |
| ---- | ----------------------- | ---------- |
| 1    | Boy Charlton (AUS)      | 20:06.6 WR |
| 2    | Arne Borg (SWE)         | 20:41.4    |
| 3    | Frank Beaurepaire (AUS) | 21:48.4    |
| 4    | Jack Hatfield (GBR)     | 21:55.6    |
| 5    | Katsuo Takaishi (JPN)   | 22:10.4    |